# Jüdisches Krankenhaus Breslau

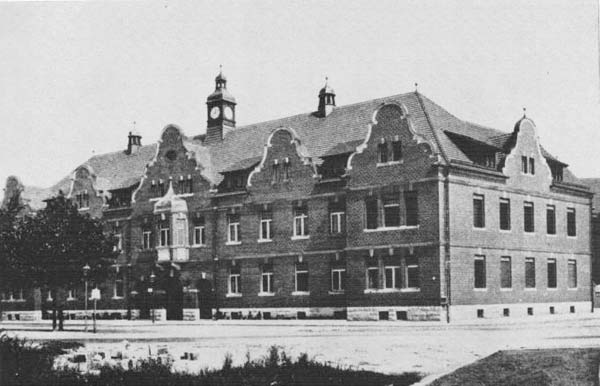
Das Krankenhaus kurz nach der Eröffnung

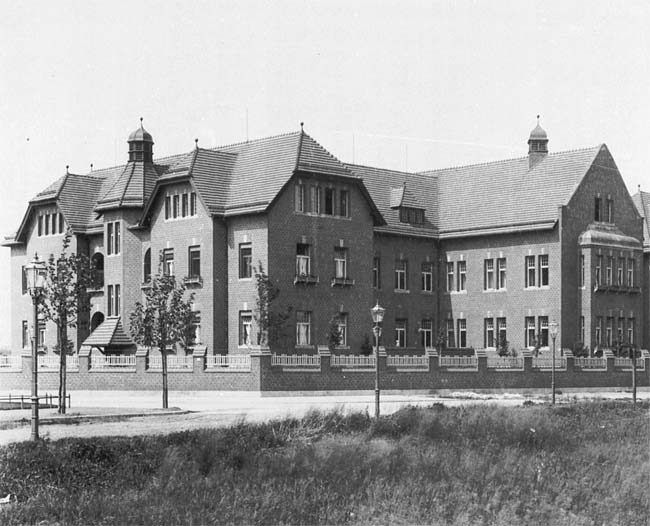
Das Krankenhaus nach der Eröffnung

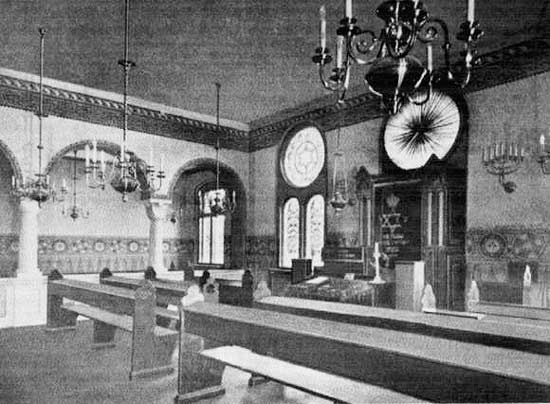
Das Innere der Krankenhaussynagoge

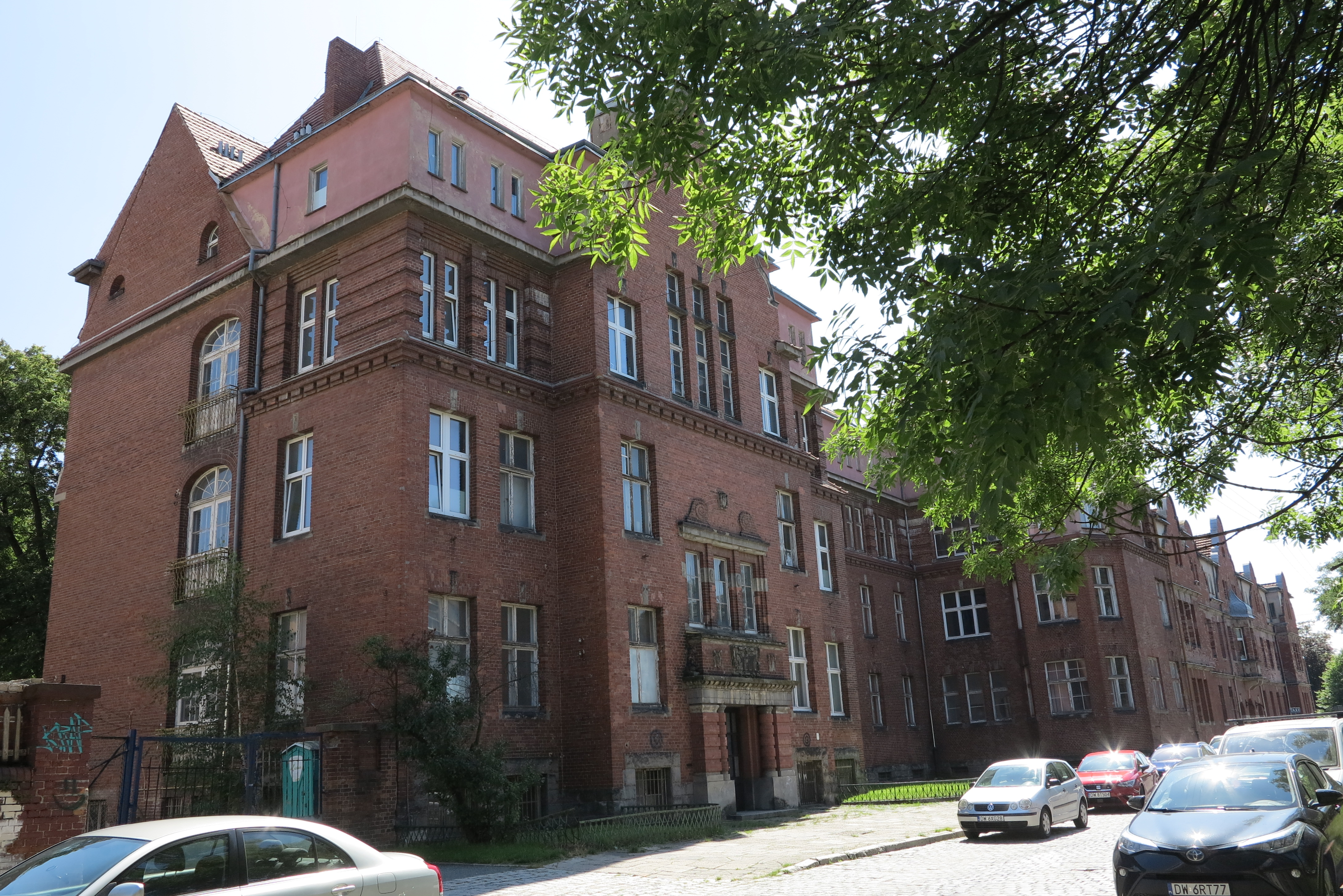
Jüdisches Krankenhaus Breslau, heutiger Zustand, Foto August 2023

Das Jüdische Krankenhaus in Breslau war eine jüdische Gesundheitseinrichtung in Breslau, die sich in der Hohenzollernstraße (heute ulica Sudecka) 92/96 befand. Es war das dritte jüdische Krankenhaus in Breslau und eines der modernsten im damaligen Deutschland.
1897 wurde beschlossen, ein neues Jüdisches Krankenhaus zu bauen. Im selben Jahr wurde ein großes Grundstück an der Hohenzollernstraße gekauft. 1898 wurde ein Architektur-Wettbewerb ausgeschrieben. Das Entscheidungsgremium, in dem u. a. Richard Plüdemann  und Jan Mikulicz-Radecki saßen, beauftragte Reinhard Herold mit dem Entwurf. Die Bauaufsicht nahmen wahr die Gebrüder Ehrlich sowie H. Schmieden. Die Baukosten in Höhe von 1,650 Millionen [?] wurden durch Spenden der Bürger und durch mit Breslau verbundene Personen gedeckt, unter ihnen Marcus Fuchs, die Familie Schottländer, Isidor Alexander, Heinrich Heimann, Salomon Kauffmann, Adolf Schwerin, die Familie Goldsmichdt und auch die Pariser Baronin Clara Hirsch von Gereucht, die 0,3 Millionen Mark spendete. Die Hälfte der benötigten Mittel wurde durch Kleinspender aufgebracht.
Die feierliche Eröffnung des Krankenhauses, das eine chirurgische und eine innere Abteilung hatte, fand Ende April 1903 statt. Im Krankenhaus gab es Säle für Kranke der 1., der 2. und der 3. Klasse. In der 3. Klasse wurden Patienten auch kostenlos behandelt. Die laufenden Kosten wurden durch Spenden vermögender Juden gedeckt. Noch vor dem 1. Weltkrieg, im Jahr 1912 wurde ein neues Gebäude mit einer Augen- und einer gynäkologischen Abteilung gebaut. 1927 wurde die in Breslau erste Röntgen-Praxis in einem neuen Pavillon nach einem Entwurf der Gebrüder Ehrlich eröffnet. In einem der großen Räume des Krankenhauses befand sich eine Synagoge für das Personal und für die Patienten. Die Krankenhausküche bereitete koschere Speisen zu. Gleichzeitig wuchs der Anteil nichtjüdischer Patienten. 1913 waren es 28 % und in den 1920er Jahren über 60 %.
Das Krankenhaus war in den 1930er Jahren das drittgrößte Krankenhaus Breslaus und verfügte über 400 Betten und versorgte über 4,5 Tausend Patienten. In dieser Zeit war Direktor Ludwig Guttmann, nach seiner Flucht nach Großbritannien vertrat ihn Siegmund Hadda. Im Zuge der Entrechtung der Juden wurde das Krankenhaus der jüdischen Gemeinde weggenommen und der Wehrmacht übergeben. Die jüdischen Patienten wurden in Privatgebäude oder in Gebäude der Gemeinde gebracht, u. a. in den Sitz Gemeindevorstandes oder in Gebäude des Neuen Jüdischen Friedhofes. Direktor Hadda leitete bis zur Deportation der letzten Juden Breslaus 1943 die chirurgische Klinik im Gebäude der Jüdischen Gemeinde. 1945 wurden die Gebäude des Krankenhauses erheblich beschädigt. Nach Beendigung des Krieges wurden die Gebäude saniert und als Eisenbahner-Krankenhaus bestimmt, das bis 2015 tätig war. Zwei Jahre später wurden die leerstehenden Gebäude von einem Investor gekauft, der sie zu Büroräumen und Wohnungen umbauen will.